# David Bailey
David Royston Bailey CBE (Londres, 2 de janeiro de 1938) é um fotógrafo britânico. Um dos ícones culturais da Swinging London, os efervescentes anos 60 na cidade de Londres, marcou sua carreira com trabalhos para algumas das maiores revistas do mundo, inovando no estilo das fotografias de moda, e pelos portraits feitos de celebridades.
Baseado nele, o cineasta italiano Michelangelo Antonioni criou o personagem principal de uma de suas obras-primas, o filme Blow-Up, vencedor do Grand Prix do Festival de Cinema de Cannes em 1967.

## Biografia
Nascido no bairro de Leytonstone, na parte leste da grande Londres, a família de Bailey mudou-se para o subúrbio de East Ham quando ele tinha três anos, depois da casa em que viviam ser destruída durante um bombardeio na II Guerra Mundial. Foi lá que ele cresceu com a irmã mais nova, Thelma, junto com o pai, um alfaiate, e a mãe, Gladys.
Disléxico e com problemas de relacionamento social, teve muitos problemas na escola, chegando a ir apenas a 33 dias de aula em todo um ano escolar. Seu interesse por História, entretanto, o levou à fotografia. Bailey deixou a escola com quinze anos, indo trabalhar como mensageiro em jornal e outros pequenos empregos, até ser chamado para o serviço militar em 1956, onde serviu na RAF, em Singapura, em 1957. A apropriação de seu trompete o forçou a procurar outras saídas criativas e ele comprou uma câmera Rolleiflex.

### Carreira
Em 1958, ele foi desmobilizado da RAF e, determinado a seguir a carreira de fotógrafo, comprou uma câmera Canon; porém, impedido de cursar o London College of Printing, um anexo de ensino de artes do London Institute, por causa de seu baixo rendimento escolar, começou a trabalhar como assistente de fotógrafos da cidade, fazendo trabalhos menores e burocráticos nos estúdios. Em 1959, ele tornou-se assistente de um conhecido fotógrafo londrino, John French, passando a fazer trabalhos próprios e ganhando dinheiro também como free-lancer, e, em 1960, com apenas 22 anos, foi contratado pela revista Vogue britânica para fazer as fotos dos editoriais de moda da publicação, o que veio a transformá-lo numa celebridade internacional.
Junto com dois colegas londrinos, Terence Donovan e Brian Duffy (chamados por Norman Parkinson de The Black Trinity – A Trindade Negra) Bailey criou e capturou as imagens que ajudaram a criar o espírito da Swinging London dos anos 60, uma cultura de moda, artes e das celebridades chiques da época. Os três fotógrafos passaram a conviver com atores, músicos e com a nobreza britânica, vendo-se eles próprios serem elevados à categoria de celebridades pela imprensa, junto com as que fotografavam.
Entre muitas outras personalidades que Bailey fotografou nesta época ou mesmo lançou, estão The Beatles, Mick Jagger,Twiggy, The Rolling Stones, Brigitte Bardot, a supermodelo Jean Shrimpton, lançada por ele e com quem teve um relacionamento de quatro anos, Marianne Faithfull, Brian Jones, Lord Snowdon e Catherine Deneuve, com quem foi casado entre 1965 e 1972, imagens que se tornaram sinônimo de uma Era, além de fotografar inúmeras capas e matérias de moda e comportamento para as maiores revistas do mundo.
Com um trabalho consistente, influente e reconhecido através das décadas, Bailey foi condecorado como Membro do Império Britânico em 2001 pela Rainha Elizabeth II. Amante dos trabalhos de Pablo Picasso, hoje, com mais de 70 anos e ainda trabalhando para as grandes revistas de moda, dirigindo comerciais e campanhas publicitárias para o cinema, ele é casado com a ex-modelo e atriz Catherine Dyer.
| “ | Eu sempre procurei fazer fotografias que não ficassem datadas. Sempre procurei pela simplicidade. | ” |